# Giuliano Berretta
Giuliano Berretta (Decamerè, 17 luglio 1940 – Roma, 26 maggio 2025) è stato un dirigente d'azienda italiano attuale presidente di Oberon Media, società di produzione di contenuti 4K-UltraHD, e di DBW Communication, società italiana leader nella produzione di audiovisivi ad altissima definizione (4K UltraHD, HDR, HFR; e 3D stereoscopico), è stato presidente e direttore generale (CEO) della francese Eutelsat SA, terza azienda mondiale di telecomunicazioni satellitari.

## Carriera
Dopo aver conseguito nel 1964 il dottorato in Ingegneria elettronica a Padova, entra nella Selenia, oggi Alenia Alcatel Space, dove rimane fino al 1969.
Nei due anni successivi è capo progetto sviluppo stazioni televisive emittenti e riceventi di Telettra.
Nel 1971, diviene responsabile della sezione sistemi di telecomunicazione di ESTEC (European Space Research and Technology Centre) a Noordwijk, nei Paesi Bassi: sette anni dopo, nel 1978, si trasferisce a Parigi alla direzione dell'ufficio delle missioni e dei programmi di telecomunicazione dell'ESA (Agenzia Spaziale Europea).
Nel 1990 viene nominato direttore commerciale di Eutelsat. 
Nel 1998 viene eletto direttore generale di Eutelsat, portandola nel 2001 alla trasformazione in società privata, che poi, quotata in borsa nel 2005, arriverà in seguito al valore di 7miliardi.
Nel luglio del 2001 viene nominato presidente del Direttorio di Eutelsat, incarico che riveste per tre anni. Fonda nel novembre dello stesso anno, la Skylogic, controllata Eutelsat con sede a Torino, specializzata nell'offerta di servizi di comunicazione satellitare a banda larga.
Nell'ottobre del 2004 assume la carica di presidente e direttore generale della Eutelsat SA.
Dall'aprile 2005 al luglio 2009 riveste anche l'incarico di presidente e direttore generale della Eutelsat Communications SA, holding di Eutelsat SA.
Dal maggio 2008 al maggio 2009 è stato presidente dell'ESOA (Associazione Europea degli Operatori Satellitari), di cui è tuttora membro del consiglio di amministrazione. 
Presidente dal 2012 di DBW Communication, società con sede a Roma fondata nel 2000 con l’obiettivo di produrre audiovisivi e fornire servizi innovativi per il cinema e la televisione.I campi di alta specializzazione della società sono: produzioni, live e registrate, in 4K-UltraHD (High Dynamic Range e High Frame Rate) e 3D stereoscopico, servizi di post-produzione in tutti i formati dell’alta definizione, servizi di trasmissione via satellite - con impianti fissi e mobili - in banda Ka, servizi di ripresa e fotografia aerea realizzati con i droni, Realtà Virtuale e video a 360°.

## Nomine e onorificenze
Nel 2001 gli viene conferita la laurea honoris causa in Ingegneria gestionale all'Università di Bologna.
Nel 2002 è nominato professore onorario all'Universidad Ricardo Palma de Lima (Perù) e ordinario dell'Accademia Olimpica di Vicenza.
Nel 2005, riceve il titolo di Cavaliere della Legion d'onore della repubblica francese.
Il 30 maggio 2006 gli viene conferita l'onorificenza di Cavaliere del lavoro.